# Lageklasse
Der Begriff Lageklasse betrifft die Bewertung von Immobilien in der Schweiz hinsichtlich folgender Kriterien:
- Besonnung speziell bei Wohnbauten; Entfernung zu Naturanlagen wie Erholungsgebieten, Grünanlagen, Wald, oder Gewässer
- Lage innerhalb einer städtischen Wohnsiedlung (einfache Wohnbauten, gehobene Wohnmöglichkeiten, Villen)
- Anbindung an den öffentlichen Verkehr oder Strassennetz
- Vorhandene Bildungseinrichtungen und deren kürzeste Erreichbarkeit
- Vorhandene Detailhändler, Kleingewerbe etc. und deren Entfernung/Erreichbarkeit

Die Bewertung geht von 1 als Minimum bis 8 für das Maximum.